# Ая (Росія)
А́я (рос. Ая) — село у складі Алтайського району Алтайського краю, Росія. Адміністративний центр Айської сільської ради.

## Населення
Населення — 2224 особи (2010; 2206 у 2002).
Національний склад (станом на 2002 рік):
- росіяни — 89 %